# Sint-Martinuskerk (Hergenrath)

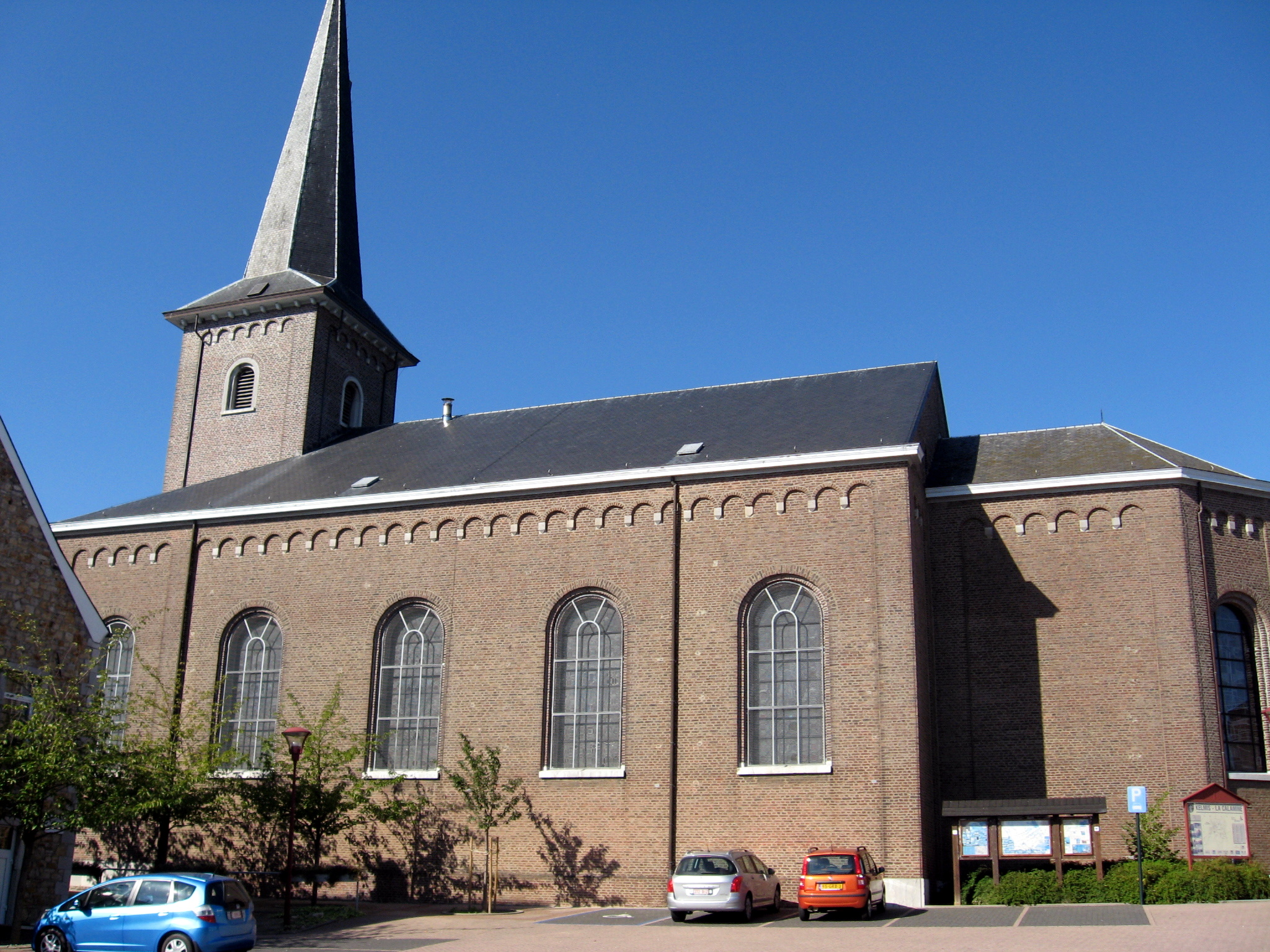
Sint-Martinuskerk

De Sint-Martinuskerk (Sankt Martinuskirche) is de parochiekerk van de tot de Belgische gemeente Kelmis behorende plaats Hergenrath, gelegen aan de Aachener Straße.
De huidige kerk, in neoclassicistische stijl, is van 1837 en werd gebouwd op de plaats van een eerdere kerk. Architect was Jean-Pierre Cremer. Deze kerk is gebouwd in baksteen met natuurstenen elementen. De toren werd gebouwd 1843-1844. Deze toren wordt geflankeerd door de verlengde zijbeuken en heeft een ingesnoerde achtkante naaldspits. De kerk heeft een halfcirkelvormige koorafsluiting en de scheibogen rusten op Toscaanse zuilen.
Het neogotisch hoofdaltaar is van 1849. Ook het zijaltaar is neogotisch. Er is een 16e-eeuws houten Sint-Annabeeld. Het orgel is van 1872 en werd vervaardigd door C. Wendt.
Op het kerkhof zijn nog enkele grafkruisen te zien die terug gaan tot begin 16e eeuw.